# Robert Ballin
Robert Ballin, (Múnich, 14 de diciembre de 1872- Múnich, 9 de febrero de 1960), fue un empresario alemán con ascendencia judía, que socorrió al líder nazi Hermann Göring cuando éste fue herido durante el fallido golpe de Estado conocido como Putsch de Múnich.

## Breve reseña
Robert Ballin era hijo de Max Ballin, quien a fines del Siglo XIX había establecido una empresa especializada en muebles de lujo. Robert tenía dos hermanos, Martin y Louis.
A partir del año 1901, los tres hermanos sucedieron al padre en la dirección de la empresa, que en este año fue declarada como proveedora oficial de la corte real de Baviera. Antes de iniciarse la Primera Guerra Mundial, la empresa tenía cerca de 325 empleados.
Los años posteriores a la guerra eran críticos para la empresa de los Ballin por falta de demanda por muebles de lujo, pero pudo recuperarse con el tiempo.
El 9 de noviembre de 1923, un grupo de nazis intentaron un golpe de Estado (conocido como el Putsch de Múnich), que falló cuando la policía de Baviera se enfrentó a disparos con los golpistas. El entonces joven líder nazi Hermann Göring fue herido por una bala en el muslo y llevado por sus compañeros hacia la entrada de una casa vecina, que por coincidencia era la residencia la familia Ballin. A pesar de que los judíos eran visto como enemigos por los nazis, Robert Ballin les abrió las puertas y junto con su esposa Bella auxilió a Göring, quien más tarde fue trasladado a una clínica privada.
Con la crisis económica mundial de 1929, la situación de la empresa volvió a empeorar, y luego de que los nazis llegaron al poder en 1933, sufrió los efectos del boicot nazi a los negocios judíos. También, la familia sentía las crecientes presiones antisemitas.
En 1937, los hermanos Ballin fueron forzados a vender su empresa a un empresario alemán no judío de nombre Edgar Horn, pero pudieron hacerlo a condiciones más favorables que la mayoría de los demás judíos (posiblemente por la intervención de Hermann Göring), y permanecían como empleados en la propia compañía.
En marzo de 1942, Robert Ballin emigró a Suiza, junto con su esposa Bella, su hermano Martin y su cuñada Thekla. En noviembre del mismo año salieron de Suiza, y llegaron a España donde abordaron un buque hacia Buenos Aires (Argentina). La esposa de Robert Ballin falleció a borde del buque. Seguían su viaje hacia Asunción (Paraguay) donde vivían durante varios meses en 1943, hasta que obtuvieron el permiso para migrar a los Estados Unidos. En agosto de 1943, abordaron un avión hacia Miami y continuaron su viaje en tren hacia Nueva York.
Luego de la Segunda Guerra Mundial, Robert Ballin regresó a Múnich en 1958 y vivió sus últimos años en un hogar para ancianos judíos. Falleció el 9 de febrero de 1960 y fue enterrado en el Nuevo Cementerio Israelita de Múnich.